# Wendell Lira
Wendell Silva Lira (Goiânia, 1989. január 7. –) brazil labdarúgó. 2015-ben ő nyerte el a Puskás-díjat.

## Sikerei, díjai
- Goianésia EC:
  - Copa Sudamericana-döntős : 2010
- Egyéni:
  - Puskás Ferenc-díj : 2015